# Aida Dahlen
Pour les articles homonymes, voir Dahlen.
Aida Husic Dahlen, née le 5 octobre 1990 à Sarajevo (Bosnie-Herzégovine), est une pongiste handisport norvégienne d'origine bosnienne concourant en classe 8. Elle remporte une médaille de bronze aux Jeux de 2020.

## Carrière
Née à Sarajevo, elle est abandonnée à la naissance lorsque ses parents découvrent qu'elle n'a ni avant-bras gauche et ni jambe gauche en dessous du genou. Envoyée dans un centre de rééducation au Monténégro l'année suivante, elle est adoptée en 1997 par Lars et Anne Tove Dahlen, un couple de Norvégiens. Elle commence le tennis de table à l'âge de 12 ans.
Dahlen remporte le bronze aux Championnats d'Europe 2011 puis l'argent deux ans plus tard. Pour ses premiers Jeux en 2012, elle termine à la 5e place. Aux Jeux paralympiques d'été de 2020, elle perd en demi-finale face à la future championne paralympique Mao Jingdian 3 sets à 0. Lors de ses deux précédentes participations, elle n'avait dépassé le stade des qualifications.

## Palmarès

### Jeux paralympiques
- médaille de bronze en individuel classe 8 aux Jeux paralympiques d'été de 2020 à Tokyo